# 女神異聞錄Persona與女神異聞錄2系列角色列表
女神異聞錄Persona與女神異聞錄2系列角色列表展示於日本Atlus 發售的角色扮演遊戲系列作品《女神異聞錄Persona》（Shin Megami Tensei: Persona，簡稱「P1」）、《女神異聞錄2 罪》（Shin Megami Tensei: Persona 2：Innocent Sin，簡稱「P2IS」）和《女神異聞錄2 罰》（Shin Megami Tensei: Persona 2：Eternal Punishment，簡稱「P2EP」）或相關系列作品的各個角色。

## 御影町

### 主要人物（P1）
主角（Protagonist）　配音員：石塚堅/ 石田彰/ 谷山紀章（日本）；演員：金子俊之
遊戲：沒有預設名稱 / 漫畫版：藤堂尚也 / 小説版：朱雀院慈平 / 廣播劇CD：鳴海優也
- 秘儀：皇帝 / Persona：青面金剛→阿蒙．拉→
- 武器：近戰為單手劍，射擊為機關槍。

通稱「藤堂君（漫畫版）」、「（小説版）」，《女神異聞錄Persona》的主角，代表玩家的角色，聖白貂學園2年4班學生。麻希的青梅竹馬。
園村麻希　配音員：水沢潤/桑岛法子/白石涼子（日本）；演員：山口もえ
- 秘儀：女教皇 / Persona：媽祖→薇兒丹蒂
- 武器：近戰為弓箭，射擊為手槍。

通稱「麻希」，主角的同班同學。因體弱多病學期大部分時間在御影町綜合病院療養。
在校時的課余愛好是繪畫，和同屬繪畫部的稻葉正男（マーク）關系甚好，但真正喜歡的人是足球部的健將內藤陽介。
入院後班級內常去探望她的除了マーク就只有同樣愛好幻想的女生姬野由子。因為大部分時間在病床上發呆，因而幻想也成為了生活的一部分。由子給她帶去的空想小說《樂園之門》成為了麻希的現實與空想開始混淆的導火線。
南條圭　配音員：山野井仁〈P1〉、森川智之〈P2EP〉（日本）
- 秘儀：教皇→審判（P1）/ Persona：愛染明王→山岡
- 武器：近戰為雙手劍，射擊為狙擊槍。

主角的同學，通稱「南條君」，大型聯合企業南條會社的公子，典型的精英人士，頭腦聰明才能出眾，但也因為自負高傲外加愛說教人而被同學敬而遠之。
脖子上醒目的「1」字圍巾，是南條家的老管家山岡從幼兒園開始就給他佩戴的個性標志，代表了希望他將來成為日本第一男兒的願望，南條本人也以此為目標努力。
稻葉正男　配音員：石塚堅（日本）
- 秘儀：戰車 / Persona：→須佐之男
- 武器：近戰為斧，射擊為霰彈槍。

2年4班學生，通稱，性格熱血直爽的男孩，雖然長相平凡但因為仗義的性格和直爽的言行在班級裡有不小人氣。
興趣愛好是街頭塗鴉（背包裡裝著的是顏料噴管），也是學園裡美術部和舞蹈部的成員。
黛雪野　配音員：半場友恵（日本）
- 秘儀：女皇 / Persona：維斯塔→難近母
- 武器：近戰為飛刀，射擊為霰彈槍。

學校有名的大姐頭，通稱。
家庭貧寒，母親在酒吧做陪酒女郎。
曾經有一段時間是不良少女頭目，在冴子老師幫助下回到了正途，因而一直懷有感恩之情，在雪之女王篇裡為了救回被冰封的老師而奔走，是唯一沒有於SEBEC篇出現的主要角色。
桐島英理子　配音員：半場友恵〈P1〉、麻見順子〈P2EP〉（日本）
- 秘儀：審判 / Persona：尼克→米迦勒（P1）→加百列（P2EP）
- 武器：近戰為單手劍，射擊為狙擊槍。

主角的同學，通稱，有1/4白人血統的混血女生，小時候在海外長大因而說話習慣夾帶英語。
出身上流家庭的千金小姐，父親是國際航班飛行員，在班級裡對任何人都報以微笑的處世方式博得了廣泛的人氣但也私下遭到非議。不為人知的私下愛好是超常現像研究，因而全部人裡只有她為超能力的覺醒而狂喜。
上杉秀彥　配音員：吉川虎範（日本）
- 秘儀：正義 / Persona：尼曼→提爾
- 武器：近戰為槍，射擊為機關槍。

主角的同學，通稱，有很強的表演欲，喜歡嘩眾取寵和說冷笑話，因而在學園內相當為人注目。但其實這種希望被他人注視的表演欲源自自卑感。也因此從內心裡羨慕能夠自然而然得到同學人氣的稻葉，因而時常以哥們身份與稻葉混在一起，但稻葉並沒有將他看做哥們，加上在一旁說教的南條，被女生稱為傻瓜三人組。
綾瀨優香　配音員：倉田雅世（日本）
- 秘儀：魔術師 / Persona：天堂處女→弗雷
- 武器：近戰為鞭，射擊為手槍。

有「照相帖紙機女王」的稱號，通稱，死語（已經過氣的流行語）連發的元氣明快的女生，典型的1996年流行的コギャル，是相當反映作品時代風貌的設計。
追求新潮與流行，無拘無束地生活。雖然這種天真有時候表現為任性但也暗地裡為人羨慕。
城戸玲司　配音員：山野井仁（日本）
- 秘儀：惡魔→死神 / Persona：布雷斯→莫特
- 武器：近戰為指節套環，射擊為狙擊槍。

主角的同學，通稱，半年前轉入的學生，性情孤僻待人冷淡因此在班上沒有什麼朋友，在校外據說是不良番長但都是獨來獨往。
實際是神取鷹久的同父異母的弟弟。作為神取家的私生子，從出生起就不被允許公開亮相，和母親二人被父親送到御影町過著隱姓埋名的生活。生活在神取的陰影裡，並把向神取一族復仇作為自己的動力。

### 聖白貂學園
姫野由子
主角的同班同學，麻希的好友。與麻希同樣愛好幻想。她給麻希的空想小說《樂園之門》成為了麻希的現實與空想開始混淆的導火線。
内藤陽介
主角的同班同學，麻希喜歡的人。學園裡足球部的健將。
香西千里
主角的同班同學，麻希的好友，與麻希同屬繪畫部。曾一度因妒忌麻希而成為後宮女王(ハーレムクイーン)。
内田環
《真・女神轉生if...》的女主角，通稱，聖白貂學園的新轉學生。
里見直
通稱「直君」，聖白貂學園的學生。環的競爭對手。父親為藥劑師。其名字源自《女神異聞錄系列》編劇里見直。
橫內健太　配音員：太田真一郎（日本）
通稱。
黑瓜勉　配音員：吉本収一朗、野村勝人（日本）
通稱「惡魔君」。
高見冴子　配音員：住友優子（日本）
主角的班導師，聖白貂學園的舊生。曾幫助雪野回到了正途。於雪之女王篇被冰之女王操縱並且冰封。
藤森知美
冴子的好友，聖白貂學園的學生。於8年前雪之女王事件中去世。
吉野夏美
聖白貂學園的校醫。
大石
聖白貂學園的校長。深受學生的喜愛。喜歡鮮花，每天在學園中庭的石像祈禱，祈求學生長大成人。 自高見冴子還是一名學生以來，她就擔任校長多年。
反谷孝志　配音員：町田政則〈P1〉、長嶝高士〈P2IS〉（日本）
通稱「反谷」。

### 非人之人
白い服を着た女の子。物語の冒頭で、主人公達が「ペルソナ様遊び」をしている時に姿を現す。どことなく麻希に似ている。
黒い服を着た女の子。悪魔を召喚し、様々な騒動を起こす。神取を「パパ」と呼び慕っている。まいとは対立関係にある。
まいが持っているぬいぐるみ。セベク編において、まいの質問に対する回答の結果によってはボスとして襲い掛かってくる。
雪の女王の仮面が冴子に取り憑いた姿であり、当初は雪の女王と名乗っていた。雪の女王編で集めた鏡の破片の枚数によってレディスノーとして戦闘をするか仮面単体のレディマスカレードとして戦闘をするかに変化する。

### 其他人物
神取鷹久　配音員：小杉十郎太（日本）
- Persona：奈亞拉托提普

御影町に進出し始めた「セベク」の支社長。エルミンOBでオックスフォード大学卒。主人公達と初対峙する以前からペルソナ使いとして覚醒していた。自分に懐くあきと共に鏡の力で現実世界に新たな居城「デヴァ・ユガ」を作りだし、世界中の人々を洗脳し、人類抹殺を企てようとしていた。しかし、彼自身も自分の存在意義を見出せず屈折していた。主人公達に倒された後は麻希に関する事実を言い残した。
園村節子
麻希の母親。セベクのエリートエンジニアとしてデヴァ・システムの開発に関わっていたが、神取の非道なやり方に反発して会社を脱走する。
藤堂和也
漫畫版中登場的角色。主角藤堂尚也的雙胞胎兄長，但在尚也小時候因交通事故而去世了。
山岡　配音員：麻生智久（日本）
- 秘儀：審判（P1）→ 教皇（P2EP）

南條的管家，故事早期於御影綜合醫院中被惡魔殺死，死後化為南條的最終Persona。

## 珠閒瑠市

### 主要人物（P2）
周防達哉　配音員：子安武人（日本）
- 秘儀：太陽 / Persona：武爾坎努斯→阿波羅

武器：雙手劍
《女神異聞錄2》的男主角，通稱「（P2IS）」，七姊妹學園3年級學生。
天野舞耶　配音員：矢島晶子（日本）
- 秘儀：月亮 / Persona：邁亞→阿蒂蜜絲

武器：手槍
《女神異聞錄2》的女主角。在珠閒瑠市的 KISMET 出版社工作、以年輕的少年少女為主的情報誌「COOLEST」的記者。
三科榮吉　配音員：鳥海浩輔（日本）
- 秘儀：死神 / Persona：拉達曼迪斯→哈帝斯

武器：結他盒（實為機關槍）
通稱，《女神異聞錄2罪》的主要人物，春日山高校2年級學生。
莉莎：西爾巴曼 / Lisa Sliverman　配音員：小西寬子（日本）
- 秘儀：戀愛 / Persona：厄洛斯→維納斯

武器：拳
通稱，《女神異聞錄2罪》的主要人物，七姊妹學園2年級學生。
黒須淳 / 橿原淳　配音員：澀谷茂（日本）
- 秘儀：命運 / Persona：赫耳墨斯→柯羅諾斯

武器：花
《女神異聞錄2罪》的主要人物，春日山高校3年級學生。《罪》篇的JOKER。
在《罰》篇，由於家庭環境很好，父母沒有離婚，所以姓氏不是「黒須」，而是「橿原」。
芹澤麗　配音員：金子哲子（日本）
- 秘儀：星星 / Persona：卡利斯托→阿斯忒里亞

武器：拳
《女神異聞錄2罰》的主要人物，舞耶的好友兼室友。
周防克哉　配音員：高田裕司（日本）
- 秘儀：正義 / Persona：海利歐斯→許珀里翁

武器：手槍
《女神異聞錄2罰》的主要人物，達哉的兄長，暗地追查JOKER的刑警。
Baofu / 嵯峨薰　配音員：中田譲治（日本）
- 秘儀：倒懸者 / Persona：奧德修斯→普羅米修斯

武器：硬幣
《女神異聞錄2罪》的一個噂屋，《女神異聞錄2罰》的主要人物，自稱台灣人。
黛雪野　配音員：半場友恵
參見「黛雪野」。
南條圭　配音員：山野井仁(P1)/森川智之(P2EP)
參見「南條圭」。
桐島英理子　配音員：半場友恵(日本·P1)/麻見順子(P2EP)
參見「桐島英理子」。

### 七姊妹學園
高見冴子
參見「高見冴子」。
反谷孝志
七姊妹學園的校長，參見「反谷孝志」。
橿原明成
世界歷史老師，淳的父親。
岡村真夜
日本史老師。
木場一實
漫畫《罪與罰》的主角。

### 面具黨
配音員：中尾隆聖（日本）
　配音員：渡邊久美子（日本）
　配音員：速水獎（日本）
　配音員：土井美加（日本）
反谷孝志
七姊妹學園的校長，參見「反谷孝志」。

### 新世塾
配音員：幸野善之（日本）
神取鷹久
參見「神取鷹久」。
　配音員：大塚瑞惠（日本）
かつての珠閒瑠の地の武将・清忠の首のミイラ。無関係の人から見ればただのミイラだが、須藤らは啓示を受けることができ、行動の指針としている。その正体はニャルラトホテプの眷属であり、彼らが受ける啓示も所詮ニャルラトホテプからの「破滅への誘い」にすぎない。かつてこのミイラを掘り出した現・新世塾幹部にのみその声が聞こえるようになっており、菅原や富樫にはその声は聞こえていなかった。
舞姫と辰之進と純之助の手で葬られたという伝説は現在も噂として機能する。

### 其他人物
JOKER（Joker）　配音員：涩谷茂（日本·《罪》篇）、中尾隆聖（日本·《罰》篇）
　配音員：橘光（日本）
内田環
參見「內田環」。
里見直
參見「里見直」。
園村麻希
參見「園村麻希」。
上杉秀彥
參見「上杉秀彥」。
城戸玲司
參見「城戸玲司」。

## 非人之人
Philemon　配音員：堀內賢雄〈日本·PSP版〉、山野井仁（日本·《P2》）
『女神異聞録ペルソナ』と『ペルソナ2罪・罰』に登場。意識と無意識の狭間に住んでおり、絶えず人間を見守る高位の存在。心理学において神とも同一視される普遍的無意識の化身であり、陽の面を示す。フィレモンは時に人々に夢を介して啓示を与え、良き方向へ導く。「ペルソナ様」という特定の儀式（イニシエーション）を行うと、眠りの中でフィレモンが現れる。そこで最初の試練、自分が何者であるかを認識する（名前を言う）ことが出来れば、その者はペルソナ能力を開花させる可能性がある。人前では蝶をモチーフにした仮面を被る紳士の姿。蝶は精神の象徴である。素顔を見せても、その容貌は見た人によって異なる。彼自身も強力なペルソナ使いである。
従者にはベルベットルームを管理するイゴール、ナナシ、ベラドンナなどがいる。
なお、大昔に彼の存在があった様子でいずれのシリーズにも「比麗文（ひれもん）」および「比麗文上人（ひれもんじょうにん）」という人物が残した遺跡があり、「鳴羅門火手怖（なるらとほてふ）」という名も残っている。
奈亞拉托提普（Nyarlathotep）　配音員：山野井仁（日本·《P2》）
『女神異聞録ペルソナ』と『ペルソナ2罪・罰』に登場。意識と無意識の狭間に住んでいる存在で、迷いのある者を破滅へと導く。フィレモンとは表裏関係にあり、大衆の熱狂を煽り、主義（イズム）を醸造させ大衆人間を生み出す。これがこの存在の人々に課す試練である。元型論によればイズムとは個人的無意識が集合的無意識との危険な同一化を図る過程であり、こうした同一化は破滅傾向を持つ大衆心理を否応なく生み出すとされ、また、人間精神の統合はその悪魔化に他ならないとする。この破滅傾向を持つ大衆心理こそが、この存在の本質である。モデルとなったのはクトゥルフ神話に登場する神性の一つで、「這い寄る混沌」「千の貌を持つ神」を意味する。心理学において神とも同一視される普遍的無意識の半化身であり、陰の面を示す。彼に立ち向かうただ一つの方法は「全てを受け入れた上で決して諦めない」ことである。

### 天鵝絨房間
伊格爾（Igor）　配音員：青野武〈日本·《P2》廣播劇CD版〉
天鵝絨房間的主人，長鼻白髪的老人。
Belladonna
伴隨著無名氏音樂的女高音歌唱家，她一邊唱歌一邊捂著耳朵。
無名氏（Nameless）
伴隨著Belladonna的鋼琴演奏者，但他在演奏時遮住了眼睛。他的音樂旨在幫助打開心靈的大門。聲稱「眼睛已經過了90,000和155個晚上」，到了247年（由於閏年減去了大約兩個月）。